# Marcel Amos Mbayo Kitenge
Marcel Amos Mbayo Kitenge est un homme politique de la République démocratique du Congo.
De 2019 à 2021, il est ministre des Sports et des Loisirs du gouvernement Ilunga,.

## Biographie
Le 21 octobre 2019, Amos Mbayo présente à la presse, dans un hôtel à Kinshasa, son programme de travail basé sur cinq piliers :
1. administration des sports ;
2. les infrastructures;
3. mouvement sportif national ;
4. équipements sportifs ;
5. loisirs et la coopération[3]

Amos Mbayo était à la fois président du comité Olympique Congolais (COC) et président de la fédération de Handball du Congo (FecoHand) avant d'être nommé à la tête du ministère des sports et loisirs.